# 1950 w sztukach plastycznych
Wydarzenia w sztukach plastycznych i wizualnych w 1950 roku.

## Malarstwo
- Salvador Dalí

Madonna z Port Lliegat
- Jean Dewasne

Radość życia
- Lucio Fontana

Koncepcja przestrzenna
- Edward Hopper

Poranek w Cape Cod – olej na płótnie
- Tadeusz Kantor

Obraz metaforyczny II – olej na płótnie, 89x112 cm, w kolekcji Muzeum Narodowego w Krakowie
- Willem de Kooning

Abstrakcja
Wykopalisko
- Jackson Pollock

Numer I, 1950 (Lavender Mist) (Lawendowa mgła) – olej, farba emaliowa i aluminiowa na płótnie, 221x300 cm
Numer 2 – olej, farba Duco i aluminiowa, kamyki na płótnie, 287x91,5 cm
Numer 27 – olej na płótnie, 124,5x269,2 cm
- Wols

Kompozycja
- Wojciech Fangor

Postaci - olej na płótnie 100x125 cm

## Grafika
- Maurits Cornelis Escher

Motyle – drzeworyt sztorcowy
Zmarszczona powierzchnia – linoryt
Porządek i chaos – litografia

## Rzeźba
- Alina Szapocznikow

Akt Kobiecy (1949-1950)
Kobieta z dzieckiem (Pokój, Nadzieja matki) (1949-1950)
Nu (Grande Figure, Anita), (1949-1950)
Głowa Chopina
Macierzyństwo III
Medalion (ok. 1950)
Portret matki

## Urodzeni
- 16 marca – Andrzej Szewczyk,  polski artysta, rzeźbiarz, rysownik, twórca instalacji
- 27 czerwca - Maciej Świeszewski, polski artysta i malarz
- 18 sierpnia - Anna Daučíková – słowacka artystka queer tworząca obrazy, filmy, fotografie i performance
- 12 października – Andrzej Mitan,  polski artysta interdyscyplinarny
- 31 października – Józef Stolorz, polski malarz
- 31 grudnia – Tehching Hsieh,  tajwański i amerykański artysta performer

## Zmarli
- 27 grudnia - Max Beckmann – niemiecki malarz, rysownik i pisarz